# خشخاش رملي
خشخاش رملي (الاسم العلمي: Papaver arenarium) هي نوع نباتي يتبع جنس الخشخاش من الفصيلة الخشخاشية.  

## الموئل والانتشار
موطن هذا النوع المغرب العربي والمشرق العربي وأوروبا وآسيا.

## الوصف النباتي
النبات معمر يصل ارتفاعه إلى نصف متر.